# Пепис, Йозеф
Йозеф Пепис (пол. Józef Pepis; 6 июля 1910, Тернополь — август 1941 года, Львов) — польский математик-логик, учёный Львовского университета.

## Биография
В 1928 году по окончании средней школы в Тернополе поступает во Львовский университет на физико-естественный факультет, который закончил в 1933 году, получив степень магистра философии.
Его магистерской работой была теория инвариантов — «пол. Teoria niezmienników ków». По окончании университетского обучения начал научные исследования в области логики.
В 1930—1939 годах дополнительно занимается частной учительской практикой-репетиторством.
В 1934 году принят в состав Львовского отделения Польского математического общества.
В 1938 году Львовский университет за работу «O zagadnieniu rozstrzygalności w w zakresie węższego rachunku funkcyjnego» (на польском) придает ему научную степень доктора философии; подготовку к защите вел Евстахий Жилинский.
В 1938—1939 году имел бесплатную учительскую практику в варшавском лицее.
С 31 января 1939 года — доцент кафедры теории вероятностей (заведовал профессор Мирон Зарицкий). После того переведен на кафедру геометрии, которой руководил профессор Станислав Мазур.
Среди других предметов, преподавал курс начертательной геометрии.
21 марта 1941 года получил степень кандидата физико-математических наук и звание доцента.
Погиб в годы нацистской оккупации Львова.

## Источник
- Механико-математический факультет Архивная копия от 27 августа 2013 на Wayback Machine